# Aeroporto Internacional de Kaohsiung
Aeroporto Internacional de Kaohsiung (chinês tradicional: officially, 高雄國際航空站; commonly, 高雄國際機場, chinês simplificado: 高雄國際航空站／高雄國際機場, pinyin: Gāoxióng guójì hángkōngzhàn/Gāoxióng guójì jīchǎng) ((IATA: KHH, ICAO: RCKH)), também conhecido como Aeroporto de Kaohsiung Siaogang (chinês tradicional: 高雄小港機場, chinês simplificado: 高雄小港機場, pinyin: Gāoxióng xiǎogǎng jīchǎng), por conta do distrito de Siaogang, onde ele está localizado, é um aeroporto comercial de médio porte da cidade de Kaohsiung, Taiwan. É o terceiro aeroporto mais movimentado do país, depois do Aeroporto Internacional de Taiwan Taoyuan e do Aeroporto de Taipei Songshan, em movimento de passageiros.